# Коваленко, Николай Митрофанович (военный)
Никола́й Митрофа́нович Ковале́нко (30 декабря 1922, Леньки — 28 февраля 2000, Барнаул) — командир отделения разведки 331-го гвардейского артиллерийского полка гвардии старший сержант — на момент представления к награждению орденом Славы 1-й степени.

## Биография
Родился 30 декабря 1922 года в селе Леньки, Благовещенского района Алтайского края,. В 1939 году окончил 7 классов сельской школы. Работал помощником мастера на мотороремонтном заводе в города Джалал-Абад Ошской области Киргизии.
В июле 1941 года был призван в Красную Армию Джалалабадским райвоенкоматом и зачислен в 83-ю Туркестанскую горно-стрелковую дивизию. На фронт попал не сразу, в августе 1941 года дивизия участвовала в вводе советских войск в Иран. Только осенью 1942 года дивизия была переброшена на Кавказ. В составе этой дивизии Н. М. Коваленко участвовал в обороне Кавказа, в боях под Туапсе, освобождении Крыма. Воевал на Северо-Кавказском и 4-м Украинском фронтах. Член ВКП/КПСС с 1944 года. К началу 1944 года гвардии сержант Коваленко был разведчиком взвода дивизионной разведки.
22-23 января 1944 года в боях на Керченском полуострове гвардии сержант Коваленко, находясь на боевом задании, разведал оборону противника, его огневые точки. С тремя бойцами несколько часов удерживал занимаемый рубеж, уничтожив до взвода вражеской пехоты.
Приказом по частям 128-й гвардейской стрелковой дивизии от 15 февраля 1944 года гвардии старший сержант Коваленко Николай Митрофанович награждён орденом Славы 3-й степени.
После окончания боев за Крым, с мая 1944 года дивизия около четырёх месяцев проходила переформирование и в августе 1944 года была переброшена 4-й Украинский фронт, где в составе 3-го горнострелкового корпуса участвовала в боях за освобождение Чехословакии.
21-22 сентября 1944 года в бою в районе населенного пункта Боров гвардии старший сержант Коваленко при отражении вражеской атаки и выходе из окружения истребил из пулемета свыше 20 противников.
Приказом по войскам 1-й гвардейской армии от 3 ноября 1944 года гвардии старший сержант Коваленко Николай Митрофанович награждён орденом Славы 2-й степени.
1 мая 1945 года близ города Моравска-Острава гвардии старший сержант Коваленко разведал огневые средства противника и оперативно передал целеуказания на КП полка. При отражении контратаки сразил 11 солдат, 2 взял в плен.
Участник Парада Победы на Красной площади в июне 1945 года.
Указом Президиума Верховного Совета СССР от 15 мая 1946 года за образцовое выполнение заданий командования на фронте борьбы с немецкими захватчиками гвардии старший сержант Коваленко Николай Митрофанович награждён орденом Славы 1-й степени. Стал полным кавалером ордена Славы.
В сентябре 1946 года старшина Коваленко был демобилизован.
Вернулся на родину. Работал машинистом тепловоза Локомотивного депо Барнаул.
Жил в городе Барнаул. Скончался 28 февраля 2000 года. Похоронен на Власихинском  кладбище города Барнаула.
Награждён орденом Отечественной войны 1-й степени, двумя орденами Красной Звезды, медалями, орденами Славы 1-й, 2-й и 3-й степеней, медалями.